# Чан Кін Сен
Чан Кін Сен (кит. 陳健星; народився 19 березня 1985) — маканський футбольний нападник. Він грав за національну збірну Макао на Кубку Виклику АФК 2006, Люсофонійських іграх 2006 і забив обидва голи за Макао в матчі кваліфікації Чемпіонату світу з футболу 2010. Збірна Макао програла цей матч проти Таїланду з загальним рахунком 2:13.